# Kreuz Köln-Ost
Kreuz Köln-Ost is een knooppunt in Duitse deelstaat Noordrijn-Westfalen.
Bij dit knooppunt sluiten de A4 vanuit Olpe en de B55a vanuit Keulen aan op de A3 Nederlandse grens ten noordwesten van Elten-Oostenrijkse grens ten zuiden van Passau en de A4 vanaf Dreieck Köln-Heumar.

## Geografie
Het knooppunt ligt in het oosten van de stad Keulen,
Nabij het knooppunt liggen de stadsdelen zijn Buchheim en Merheim.
Het knooppunt ligt ongeveer 5 km ten oosten van het stadscentrum van Keulen en ongeveer 60 km ten westen van Olpe.
Het knooppunt ligt in het oostelijke deel van de snelwegring van Keulen.

## Configuratie
Knooppunt
Het is een sterknooppunt met een klaverbladlus. Alle verbindingswegen hebben één rijstrook, behalve de verbindingsweg Keulen-Oberhausen, die twee rijstroken heeft. 
Rijstrook
Nabij het knooppunt hebben zowel de A4-oost, tot aan de aansluiting Köln-Merheim als de A3 vanaf de aansluiting Köln-Mülheim tot en met Dreieck Köln-Heumar 2x4 rijstroken.

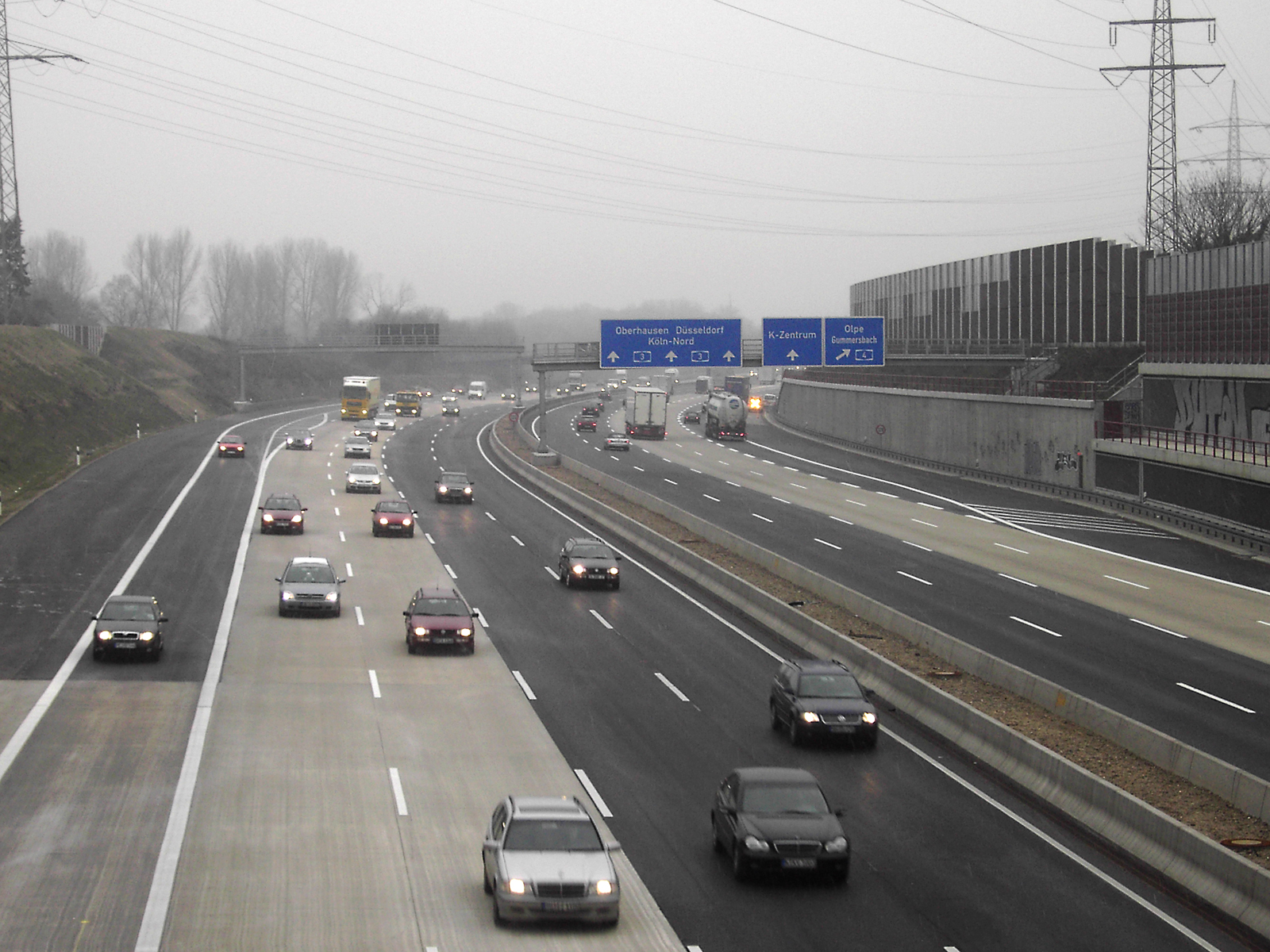
Tussen het Kreuz Köln-Ost en het Dreieck-Heumar lopen de A3 en de A4 samen.

## Verkeersintensiteiten
Dagelijks passeren ongeveer 240.000 voertuigen het knooppunt, dit maakt dat het Kreuz Köln-Ost na het Frankfurter Kreuz het tweede drukste verkeersknooppunt van Duitsland is.
| Van                           | Naar                       | Gemiddeld aantal voertuigen per dag |
| ----------------------------- | -------------------------- | ----------------------------------- |
| AS Köln-Dellbrück (A 3)       | AK Köln-Ost                | 157.100                             |
| AK Köln-Ost                   | Heumarer Dreieck (A 3/A 4) | 166.100                             |
| AS Frankfurter Straße (B 55a) | AK Köln-Ost                | 65.900                              |
| AK Köln-Ost                   | AS Köln-Merheim (A 4)      | 90.900                              |

## Richtingen knooppunt
| Aansluitende wegen               | Aansluitende wegen          | Aansluitende wegen                                  | Aansluitende wegen | Aansluitende wegen |
| -------------------------------- | --------------------------- | --------------------------------------------------- | ------------------ | ------------------ |
|                                  |                             | richting Keulen-Nord / Düsseldorf / Oberhausen      |                    |                    |
|                                  |                             |                                                     |                    |                    |
| richting Keulen-Zentrum / -Deutz | richting Gummersbach / Olpe |                                                     |                    |                    |
|                                  |                             |                                                     |                    |                    |
|                                  |                             | richting Bonn / Frankfurt am Main Keulen-Süd / Aken |                    |                    |